# Stazione di Serino
La stazione di Serino è una stazione ferroviaria in uso, posta sulla linea ferroviaria Cancello-Avellino. Dal 12 dicembre 2021 la fermata è autosostituita.
Serve il comune di Serino, in provincia di Avellino.

## Storia
La stazione iniziò il suo servizio nel 1879, quando venne inaugurato l'ultimo tratto della linea (Montoro Superiore-Avellino).